# Chancia

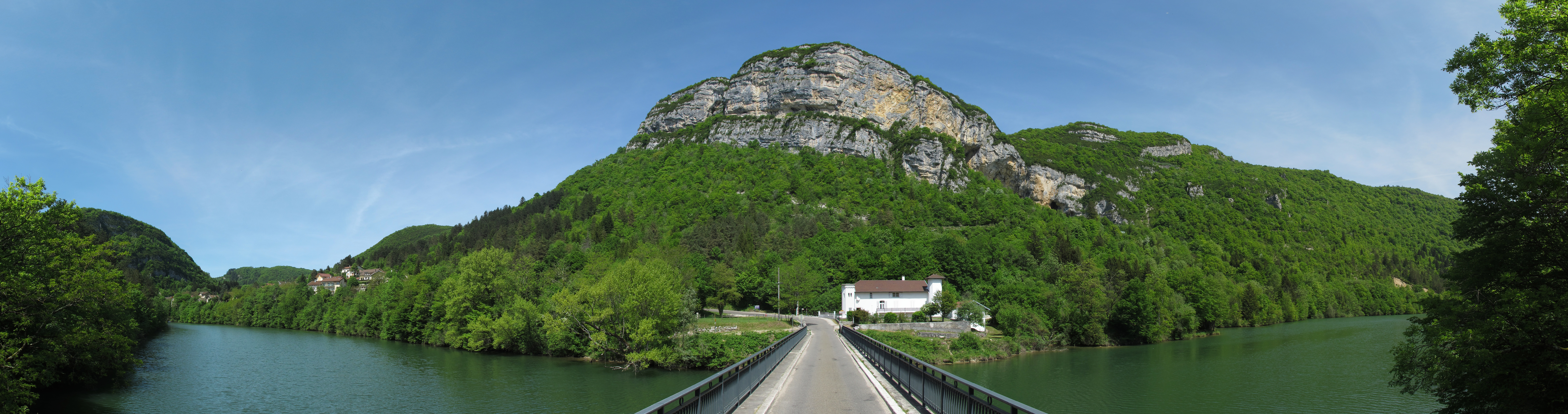
Pont de Chancia sur la Bienne avec les falaises de Chancia.

Chancia est une commune française située dans le département du Jura, dans la région culturelle et historique de Franche-Comté et la région administrative Bourgogne-Franche-Comté.

## Géographie
Le village est construit au pied du « mollard de Nétru » (petite montagne) et au pied de la falaise le surplombant pour partie, situé au bord de la Bienne faisant limite entre les départements du Jura et de l’Ain, Chancia se trouve côté Jura mais se situe dans l'aire urbaine d'Oyonnax (Ain). Une partie du territoire de la commune a été inondée par la mise en eau en 1970 du barrage de Coiselet qui ferme la vallée et a nécessité l'abandon de certaines des habitations, notamment des moulins hydrauliques à turbine et à roue.

### Communes limitrophes

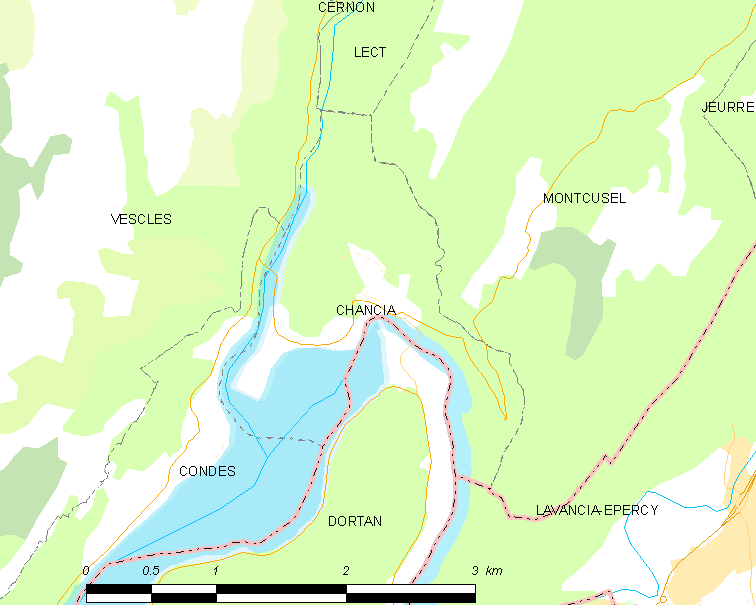
Carte de la commune de Chancia et des proches communes.

### Climat
Pour des articles plus généraux, voir Climat de la Bourgogne-Franche-Comté et Climat du département du Jura.
En 2010, le climat de la commune est de type climat des marges montargnardes, selon une étude du Centre national de la recherche scientifique s'appuyant sur une série de données couvrant la période 1971-2000. En 2020, Météo-France publie une typologie des climats de la France métropolitaine dans laquelle la commune est dans une zone de transition entre le climat semi-continental et le climat de montagne et est dans la région climatique  Jura, caractérisée par une forte pluviométrie en toutes saisons (1 000 à 1 500 mm/an), des hivers rigoureux et un ensoleillement médiocre. 
Pour la période 1971-2000, la température annuelle moyenne est de 10,7 °C, avec une amplitude thermique annuelle de 17,5 °C. Le cumul annuel moyen de précipitations est de 1 447 mm, avec 12 jours de précipitations en janvier et 8,9 jours en juillet. Pour la période 1991-2020, la température moyenne annuelle observée sur la station météorologique de Météo-France la plus proche, « Cernon », sur la commune de Cernon à 6 km à vol d'oiseau, est de 10,4 °C et le cumul annuel moyen de précipitations est de 1 567,8 mm. 
La température maximale relevée sur cette station est de 38,6 °C, atteinte le 13 août 2003 ; la température minimale est de −24 °C, atteinte le 10 janvier 1985,,. 
Les paramètres climatiques de la commune ont été estimés pour le milieu du siècle (2041-2070) selon différents scénarios d'émission de gaz à effet de serre à partir des nouvelles projections climatiques de référence DRIAS-2020. Ils sont consultables sur un site dédié publié par Météo-France en novembre 2022.

## Urbanisme

### Typologie
Au 1er janvier 2024, Chancia est catégorisée commune rurale à habitat dispersé, selon la nouvelle grille communale de densité à sept niveaux définie par l'Insee en 2022.
Elle est située hors unité urbaine. Par ailleurs la commune fait partie de l'aire d'attraction d'Oyonnax, dont elle est une commune de la couronne,. Cette aire, qui regroupe 40 communes, est catégorisée dans les aires de 50 000 à moins de 200 000 habitants,.

### Occupation des sols
L'occupation des sols de la commune, telle qu'elle ressort de la base de données européenne d’occupation biophysique des sols Corine Land Cover (CLC), est marquée par l'importance des forêts et milieux semi-naturels (58,2 % en 2018), une proportion identique à celle de 1990 (58,2 %). La répartition détaillée en 2018 est la suivante : 
forêts (58,2 %), eaux continentales (28,4 %), zones agricoles hétérogènes (13,3 %). L'évolution de l’occupation des sols de la commune et de ses infrastructures peut être observée sur les différentes représentations cartographiques du territoire : la carte de Cassini (XVIIIe siècle), la carte d'état-major (1820-1866) et les cartes ou photos aériennes de l'IGN pour la période actuelle (1950 à aujourd'hui).

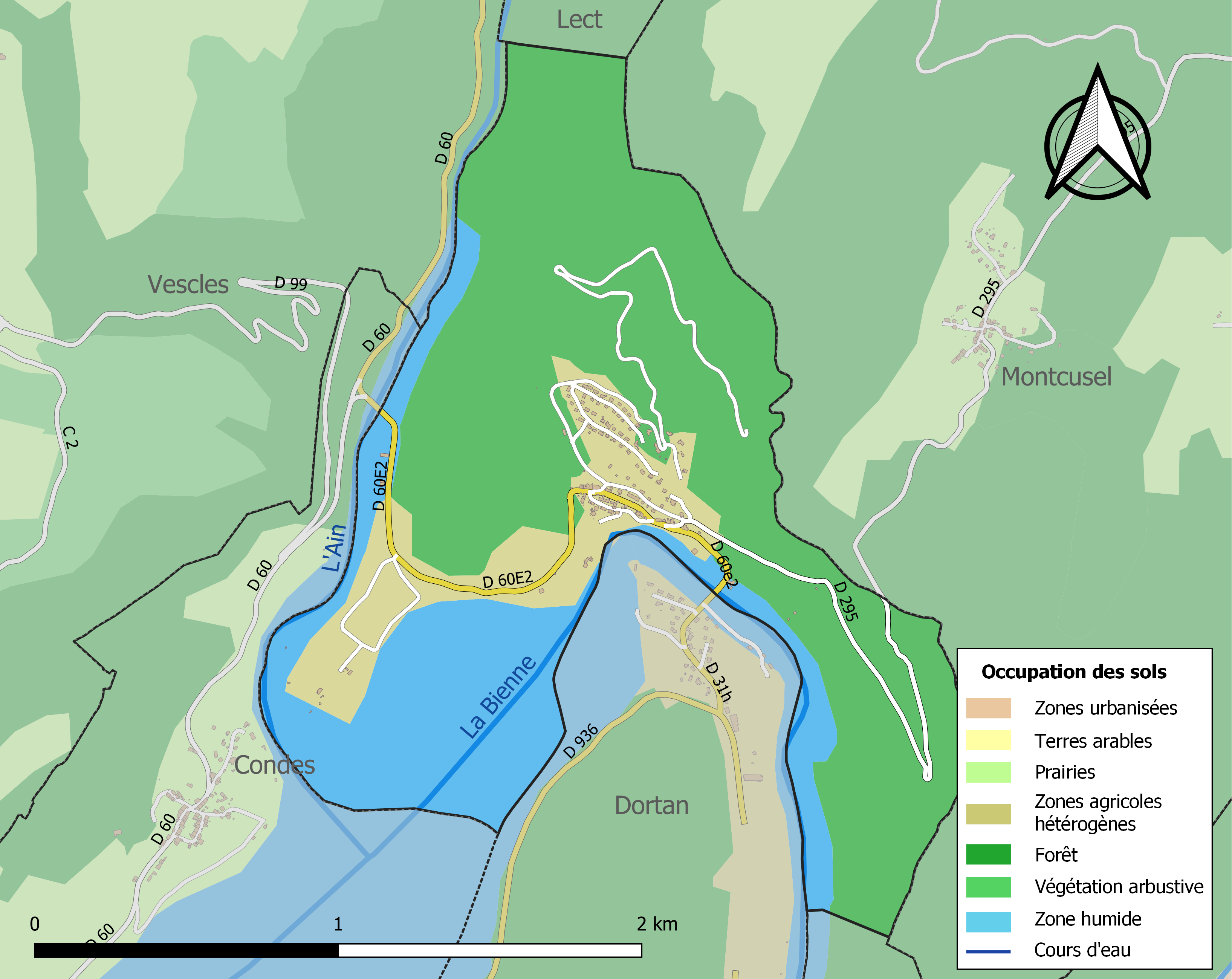
Carte des infrastructures et de l'occupation des sols de la commune en 2018 (CLC).

## Histoire

### Antiquité
Le village existait déjà du temps de la Gaule romaine, et son nom était probablement Sanciacum.

### Époque moderne
L'artisanat était très développé à Chancia jusqu'à la fin des années 1970. Les artisans tourneurs de la commune confectionnaient des pièces de jeu d'échec dans ce bois très dur qu'est le buis, ainsi que de la tabletterie dans d'autres espèces de bois (petites pièce tournées destinées à l’ameublement) ou des pièces destinées à un usage domestique cuillères en bois, pots, saladiers, en bois de Verne, hêtre, etc.
Les tourneurs s'étaient regroupés et avaient construit l'usine, long bâtiment sans étage bien éclairé par de large baies, encore existant au centre du village. Chacun d'eux étant à son propre compte et décidant de ses horaires . La coutume voulant qu'à seize heures tous se retrouvent pour une pause, chacun reprenant ensuite le travail en fonction de ses impératifs.
Les moteurs électriques n'équipant pas chaque banc de tour, un axe d'entrainement doté d'un moteur de forte puissance était positionné sur la longueur du bâtiment et équipé de poulies en bois. Celles-ci entraînant de larges  courroies de cuir  desservant chaque poste de travail que l'on pouvait débrayer grâce à une poulie folle. Ces courroies représentaient un danger constant pour tout ce qui pouvait s'y trouver entraîné (habits, cheveux).

## Politique et administration
Aux régionales de 2010, aux présidentielles de 2012, aux européennes de 2014 et aux départementales de 2015, la droite récolte à Chancia le plus grand nombre de suffrages. En 2017, au premier tour, François Fillon reçoit 32,45 % des voix, devançant Marine Le Pen, à 21,85 %.
| Période   | Période   | Identité                   | Étiquette | Qualité         |
| --------- | --------- | -------------------------- | --------- | --------------- |
| mars 2001 | mars 2008 | Jean-Claude Maréchal       |           |                 |
| mars 2008 | mars 2014 | Jean-Baptiste Bernis-Puyou |           |                 |
| mars 2014 | mars 2015 | Serge Piquet               | DVD       |                 |
| mars 2015 | 2020      | Gilles Guichon             | RN        | Cadre supérieur |
| 2020      | En cours  | Robert Bonin               |           |                 |

## Démographie
L'évolution du nombre d'habitants est connue à travers les recensements de la population effectués dans la commune depuis 1793. Pour les communes de moins de 10 000 habitants, une enquête de recensement portant sur toute la population est réalisée tous les cinq ans, les populations de référence des années intermédiaires étant quant à elles estimées par interpolation ou extrapolation. Pour la commune, le premier recensement exhaustif entrant dans le cadre du nouveau dispositif a été réalisé en 2008.

En 2022, la commune comptait 217 habitants, en évolution de −2,25 % par rapport à 2016 (Jura : −0,81 %, France hors Mayotte : +2,11 %).
| 1793 | 1800 | 1806 | 1821 | 1831 | 1836 | 1841 | 1846 | 1851 |
| ---- | ---- | ---- | ---- | ---- | ---- | ---- | ---- | ---- |
| 162  | 153  | 151  | 131  | 129  | 121  | 118  | 120  | 106  |

| 1856 | 1861 | 1866 | 1872 | 1876 | 1881 | 1886 | 1891 | 1896 |
| ---- | ---- | ---- | ---- | ---- | ---- | ---- | ---- | ---- |
| 105  | 107  | 111  | 106  | 111  | 111  | 119  | 125  | 121  |

| 1901 | 1906 | 1911 | 1921 | 1926 | 1931 | 1936 | 1946 | 1954 |
| ---- | ---- | ---- | ---- | ---- | ---- | ---- | ---- | ---- |
| 131  | 140  | 134  | 123  | 135  | 136  | 125  | 96   | 96   |

| 1962 | 1968 | 1975 | 1982 | 1990 | 1999 | 2006 | 2008 | 2013 |
| ---- | ---- | ---- | ---- | ---- | ---- | ---- | ---- | ---- |
| 100  | 106  | 77   | 100  | 87   | 142  | 214  | 234  | 224  |

| 2018 | 2022 | - | - | - | - | - | - | - |
| ---- | ---- | - | - | - | - | - | - | - |
| 230  | 217  | - | - | - | - | - | - | - |

On peut enfin remarquer que la densité de population est de 92 hab/km², en dessous de la moyenne nationale de 165 hab/km².

## Économie

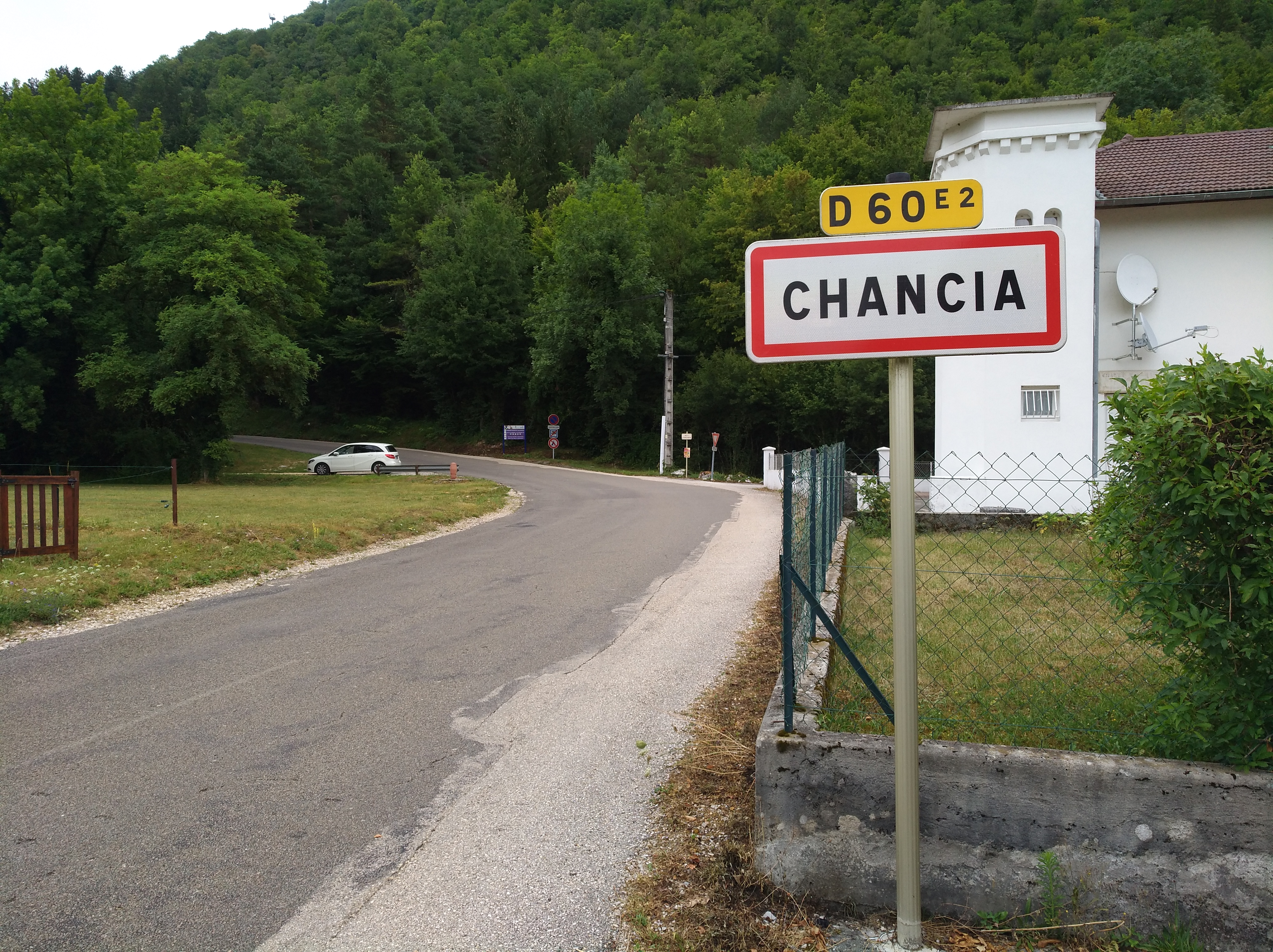
Entrée dans la commune au niveau du pont.

Entre 2012 et 2013, le taux d'endettement de Chancia a fortement progressé. La dette par habitant a été multipliée par 9, passant de 244 € en 2012 à 2 253 € en 2013, avant de diminuer pour atteindre 1 907 € en 2017, soit environ le double de la moyenne nationale d'alors.
En 2015, le revenu mensuel moyen par foyer fiscal s'élève à 2 830 € par mois, pour une moyenne nationale de 2 159 € par mois. L'impôt sur le revenu net moyen par foyer à Chancia est de 3 926 €, soit le triple de la moyenne nationale. 60% des foyers fiscaux de la ville sont imposables, ce qui est très proche de la moyenne nationale.
Chancia est le siège de 18 entreprises, statistique en hausse constante depuis 2012. En 2015, le taux de chômage à Chancia est de 6,7% contre 11,0% en France.
Pour ce qui est de la délinquance, pour les principaux crimes, le nombre de cas par habitant à Chancia est égal à la moitié, voire au tiers de la moyenne nationale.
Le prix moyen des maisons à Chancia est de 1 110 € au m² contre 1 196 € en moyenne dans le Jura.

## Culture locale et patrimoine

### Lieux et monuments
- Église Saint-Hymetière.

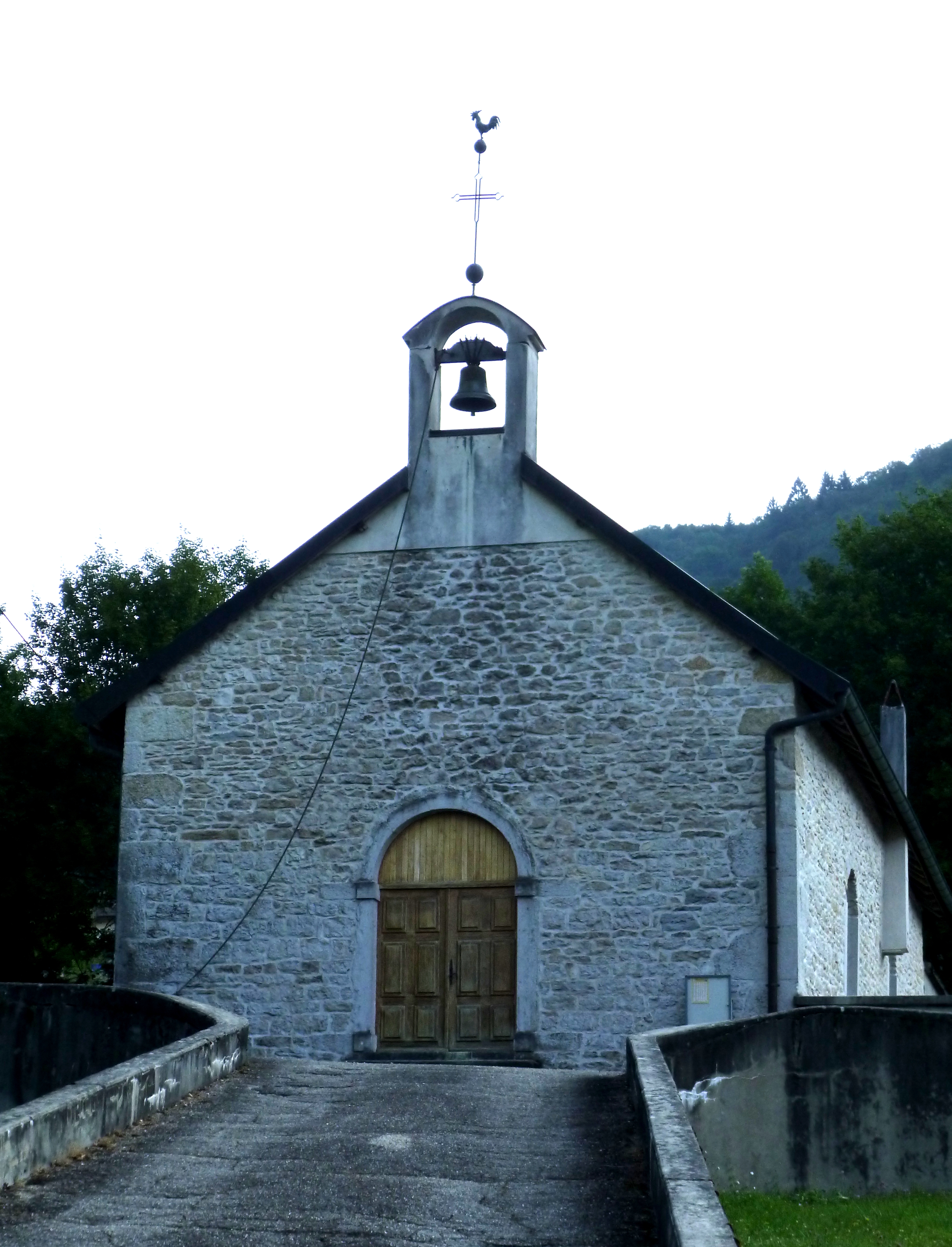
Église Saint-Hymetière.

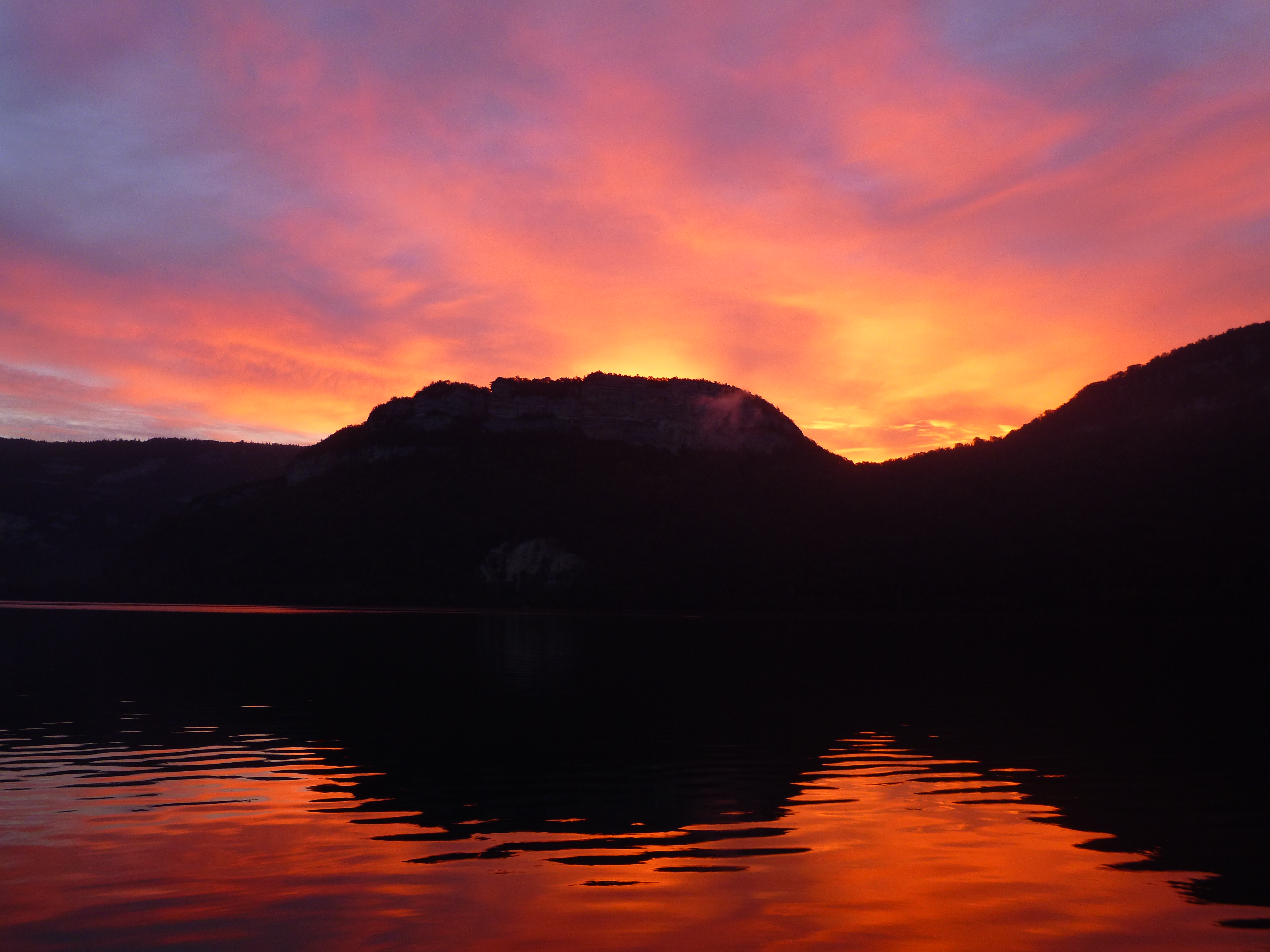
Coucher de soleil et montagne se reflétant sur le lac

- Tournerie (XXe siècle), rue de Bellevue, inscrite à l'IGPC depuis 1991[27].

### Héraldique
| Blason de Chancia | Blason  | Coupé ondé : au 1er d'azur semé de billettes d'or à un lion issant du même, au 2d parti au I de gueules à un pion d'échiquier d'argent et au II d'argent à un sapin arraché de sinople fûté de tenné. |
| Blason de Chancia | Détails | Le statut officiel du blason reste à déterminer. |

## Sources